# مونتيمارانو
مونتيمارانو؛ هي بلدة وكومونا، كانت سابقا مقرا للأسقفية اللاتينية وأصبحت الان مقرا للرؤية اللاهوتية في مقاطعة أفيلينو التابعة لمنطقة كامبانيا في جنوب إيطاليا.

## تاريخها
يعود وجود هذه المدينة الى القرن الحادي عشر ميلادي، إذ دُمِّرت تماما خلال حكم النورمانديين لإيطاليا الجنوبية، وأصبحت فيما بعد إقطاعية لـ رونا التابعة لبلدة فراغنيتو ، وتعد عائلة كراتشولو احد العوائل الإقطاعية البارزة آنذاك والذين من أفرادها ديلا ليونيسا وديلا مارا، هناك مايثبت أن البلدة كانت محطة ذات منفعة للفيالق الرومانية في طريقهم إلى مدينة برينديزي ، والتي احتوت معبد تيرمينوس أبيا، الصنم الكبير للآلهة الرومانية، وتم الكشف عن معبد الآلهة "جوف" قبل عدة عقود وشابه بناؤه أسلوب بناء الإغريق، مما يشير الى أن الناس عمروا بلدة مونتيمارانو منذ قبل الميلاد، واحرقت النيران معظم الدلائل المؤرخة لهذه المنطقة.

## ثقافتها
يعد كرنفال مونتيمارانو احد اهم الاحداث الثقافية للبلدة والتي تزينها رقصات تارانتيلا المونتيمارانية، وهو تقليد عتيق مرتبط بالبلدة.

## اقتصاد
يعتمد اقتصادها على الزراعة، وبنسبة عظمى على مزارع كروم العنب .

## أنظر أيضا
- ميزوجيورنو

## روابط خارجية
- GigaCatholic مع روابط السيرة الذاتية الحالية
- مونتيمارانو
- مونتيمارانو ، مقاطعة أفيلينو